# Signal Wow!
Pour les articles homonymes, voir Wow.

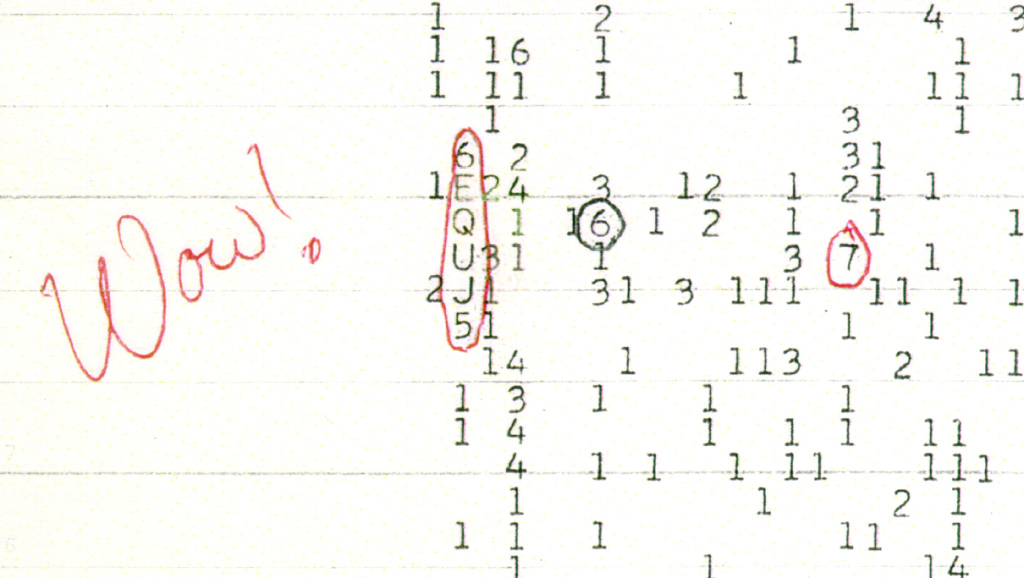
Relevé des mesures effectuées par le radiotélescope, avec le signal Wow! tel qu'annoté par Jerry R. Ehman.

Le signal « Wow! » est un signal radio puissant, à bande étroite et centré sur la raie à 21 centimètres, capté le 15 août 1977 par le radiotélescope de l'université d'État de l'Ohio surnommé The Big Ear. D'origine inexpliquée, ce signal, qui a été capté pendant 72 secondes et n'a plus été détecté depuis, a fait l'objet d'une attention significative de la part des médias.
Le phénomène fut observé par Jerry R. Ehman, astrophysicien qui travaillait avec le radiotélescope dans le cadre d'un projet SETI. Stupéfait de voir à quel point le signal observé correspondait à la signature attendue pour un signal interstellaire, Ehman a entouré au stylo rouge le passage correspondant sur le relevé des mesures effectuées par le radiotélescope, et a écrit dans la marge à côté le commentaire « Wow! », interjection de surprise ou d'admiration en anglais, proche de « Ouah ! » en français. Ce commentaire est devenu le nom du signal.
Ce signal n'a toujours pas d'explication faisant consensus.

## Localisation du signal

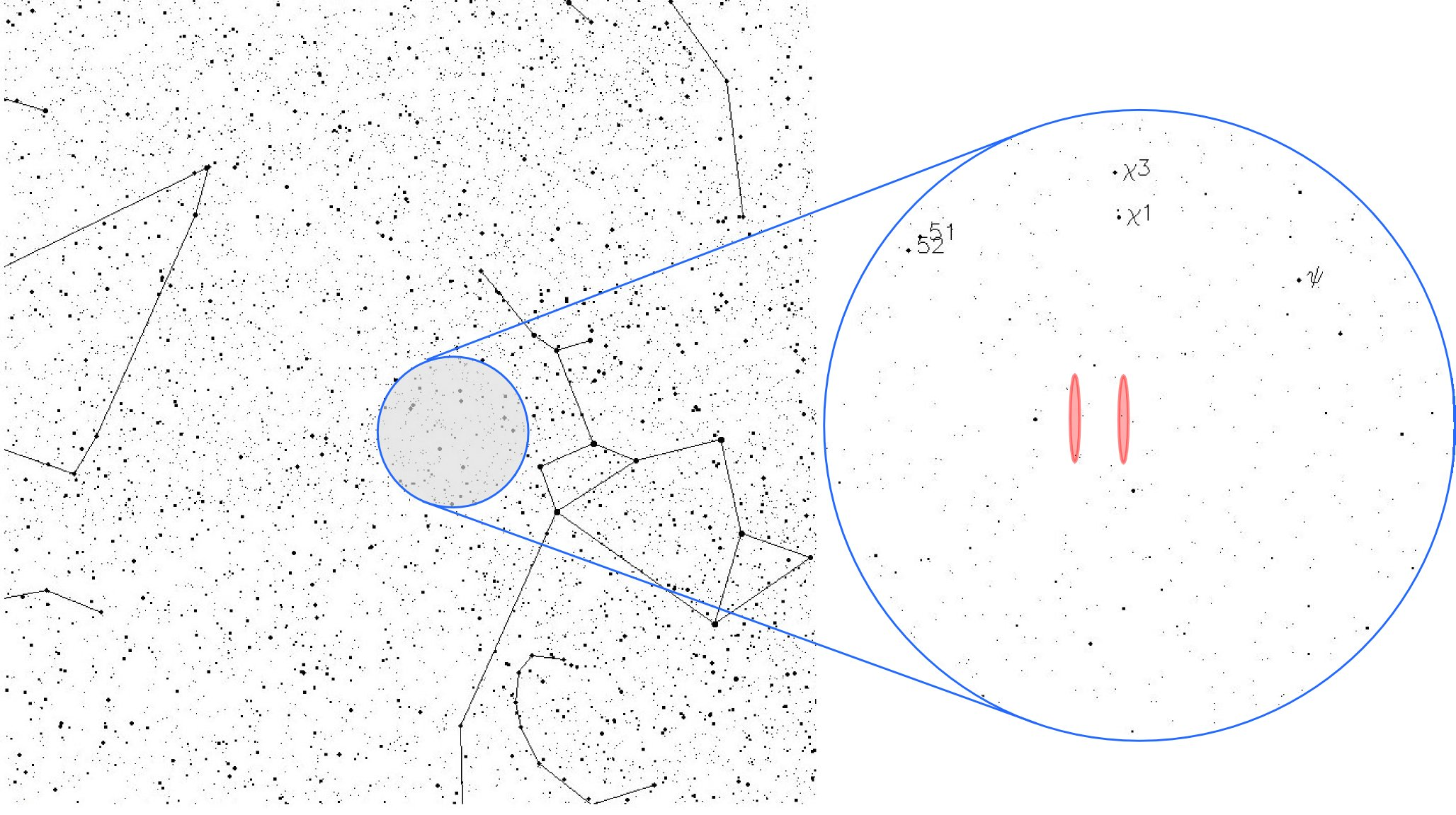
Le signal Wow! se situe dans la constellation du Sagittaire, juste au nord-ouest de l'amas globulaire M55. En raison de la conception de l'expérience, l'emplacement du signal peut se trouver dans l'une des deux bandes rouges, et il y a aussi une grande incertitude dans la déclinaison (axe vertical). Pour plus de clarté, les largeurs des bandes rouges ne sont pas tracées à l'échelle. Elles devraient en fait être plus fines.

Déterminer un emplacement précis du signal dans le ciel est compliqué, du fait que le télescope Big Ear a utilisé deux cornets d'alimentation pour rechercher des signaux, chacun pointant vers une direction légèrement différente. Le signal n'a été détecté que dans un seul de ces deux cornets et les données ont été traitées de telle façon qu'il est impossible de déterminer dans lequel des deux cornets le signal est entré. Il y a donc deux valeurs d'ascension droite possibles.

## Discussion
On ne connaît ni la nature ni l'origine du signal et, a fortiori, on ignore s'il codait quelque chose. Supposer qu'il codait quelque chose équivaut à postuler qu'il avait pour origine une civilisation extraterrestre, ce qui n'est pas prouvé à ce jour.
Éléments objectifs :
- le signal était à bande étroite (environ 10 kHz). Aucun phénomène naturel connu n'émet sur un spectre étroit ;
- le signal a été émis précisément sur la raie à 21 centimètres.
  - C'est précisément la fréquence sur laquelle on s'attend à recevoir d'éventuels signaux de civilisations extraterrestres, car la poussière interstellaire est transparente à cette longueur d'onde et c'est la raie d'émission naturelle de l'élément le plus abondant de l'univers, l'hydrogène, de sorte que l'attention des êtres pensants est attirée sur cette bande, en émission comme en réception[3].
  - C'est d'ailleurs la fréquence choisie pour émettre le message d'Arecibo, un signal d'un projet SETI vers l'amas globulaire M13 en 1974.
  - Cette fréquence n'est utilisée par aucun émetteur artificiel. Un accord international existe pour bannir cette fréquence de tout usage civil ou militaire ;
- il venait d'une direction très précise du ciel, la durée de 72 secondes correspondant au passage d'un « lobe » de sensibilité de l'antenne sur ce point ;
- lors du passage du second lobe de sensibilité de l'antenne quelques minutes plus tard, le signal avait disparu. Cela suggère une origine dans l'espace, en orbite ou plus loin  ;
- il n'y a aucun objet céleste notable connu dans les zones d'émission du signal (sauf deux petites comètes qui sont à la base de l'hypothèse cométaire).

Il est difficile de trouver une explication naturelle à l'ensemble de ces phénomènes, et notamment à l'absence de signal au second lobe et au spectre étroit. Une réflexion d'émetteurs radios terrestres est a priori exclue, car la fréquence ne correspond pas à des émetteurs terrestres et ces réflexions ne pourraient pas renvoyer l'énergie mesurée.
L'hypothèse cométaire, développée dans les années 2010, n'est plus considérée comme plausible et il n'y a toujours pas de consensus établi concernant l'interprétation de ce phénomène.
En 2024, dans un article non encore évalué par les pairs, une équipe de l'observatoire d'Arecibo suppose que le signal « Wow! » a été provoqué par un événement astrophysique rare : l'illumination soudaine d'un nuage moléculaire froid déclenchée par une puissante radiosource. Cette interprétation ne fait pas non plus consensus.

### Durée du signal
Au moment de l'observation, le radiotélescope n'est réglable qu'en fonction de l'altitude (ou de la hauteur au-dessus de l'horizon), et utilise la rotation de la Terre pour balayer le ciel. Compte tenu de la vitesse de rotation de la Terre et de la largeur de la fenêtre d'observation du télescope, le radiotélescope ne peut observer n'importe quel point donné que pendant 72 secondes. Un signal extraterrestre continu ne pouvait donc être enregistré que pendant exactement 72 secondes.
De plus, la sensibilité du radiotélescope est maximale au centre de sa fenêtre d'observation. Par conséquent, si le signal observé est extraterrestre, l'intensité mesurée devrait afficher une augmentation progressive pendant les 36 premières secondes, à mesure que la source entre dans la fenêtre d'observation, puis un pic au centre de la fenêtre d'observation, et enfin une diminution progressive pendant les 36 secondes suivantes, à mesure que la source en sort.
Toutes ces caractéristiques sont présentes dans le signal « Wow! », ce qui plaide pour une origine extraterrestre, car une interférence terrestre pourrait présenter n'importe quelle durée, pas spécifiquement 72 secondes, et l'intensité mesurée ne présenterait pas nécessairement une courbe en cloche.

## Hypothèse cométaire
Début janvier 2016, le professeur Antonio Paris de la Washington Academy of Sciences a publié un article où il indique avoir trouvé deux comètes (266P/Christensen et 335P/Gibbs) découvertes dans la dernière décennie, pouvant se trouver en face du radiotélescope le 15 août 1977. Les comètes, émettant beaucoup d'hydrogène, pourraient expliquer l'existence de ce signal. Pour vérifier son hypothèse, il propose de braquer les radiotélescopes vers une de ces comètes à leur prochain passage dans la même région d’émission du signal « Wow! » pour comparer précisément les deux signaux. La campagne d'observation qu'il a menée entre novembre 2016 et janvier 2017 a effectivement relevé un signal similaire au signal « Wow! » généré par 266P/Christensen. Selon cette étude, la comète émet bel et bien à 1 420 MHz, avec un pic similaire à celui du signal « Wow! », cependant avec un rapport signal sur bruit de 4,76 σ, alors que celui du signal de 1977 était de plus de 30 σ. Les auteurs estiment que la différence tient au diamètre supérieur du Big Ear (52 m de diamètre contre 10 m pour les observations de 2017), et au fait que la comète a pu perdre de la masse depuis 1977.
Cette hypothèse et cette étude sont contestées par certains radioastronomes comme Jacques Crovisier, qui arguent que les nuages d'hydrogène entourant les comètes ne génèrent pas un signal assez fort à cette fréquence car la raie à 21 cm est une raie de transition interdite de l'atome d'hydrogène.
De plus, les comètes se déplaçant lentement dans le ciel, le second lobe de sensibilité aurait détecté le signal, ainsi que 24 heures plus tard ce qui n'a pas été le cas.
Enfin, la position supposée de 266P/Christensen lors de l'émission du signal « Wow! » est également remise en cause, et aurait pu différer de l'emplacement de l'émission du signal en 1977.

## Code du radiotélescope

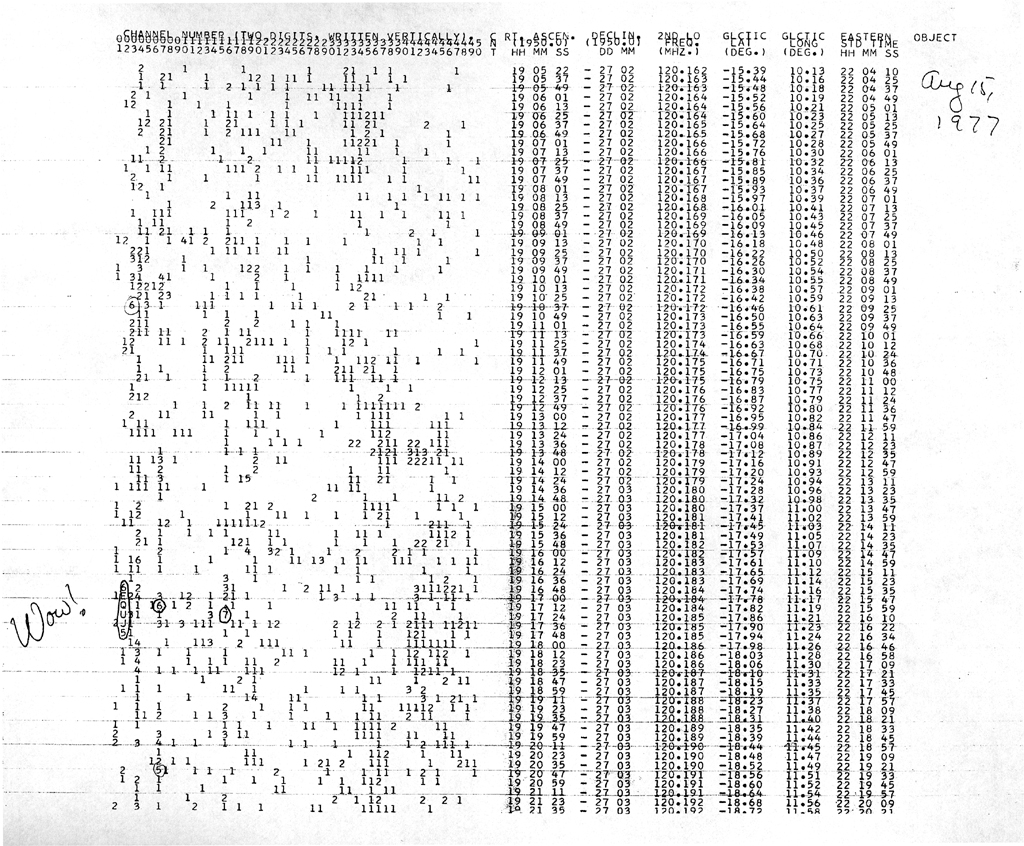
Relevé complet sur lequel le signal Wow! a été repéré.

Heat map correspondant au relevé précédent, où chaque chiffre ou lettre est remplacé par un point dont la couleur est fonction de l'intensité. Le signal Wow! correspond à la zone claire en bas à gauche.

Intensité du signal Wow! au cours du temps.

Chacune des 50 premières colonnes de la feuille montre les valeurs successives du rapport signal sur bruit de l'intensité reçue par le radiotélescope Big Ear, dans chacun des 50 canaux de 10 kHz, avec une période d'échantillonnage de 12 secondes (10 secondes d'acquisition et 2 secondes de traitement). Afin d'économiser la place sur la feuille d'enregistrement, Robert Dixon et Jerry Ehman ont choisi de coder les valeurs sur un seul caractère alphanumérique.
Leur ordinateur, un IBM 1130, était programmé pour garder en permanence en mémoire deux valeurs pour chaque canal, calculées à partir de l'intensité reçue : 
- la moyenne mobile (baseline) calculée sur 6 périodes,
- l'écart type, calculé sur 60 périodes, représentatif du bruit de mesure.

La différence entre l'intensité courante et la moyenne était alors divisée par l'écart type, et le résultat était tronqué à la partie entière avant d'être imprimé sur la feuille comme suit :
- la valeur 0 était remplacée par un blanc (espace) ;
- les valeurs de 1 à 9 étaient imprimées telles quelles ;
- les valeurs de 10 à 35 inclus étaient remplacées par des lettres capitales : ainsi, la valeur 10 était codée « A », 11 « B », etc.

Si la valeur à imprimer était supérieure ou égale à 36, le programme reprenait simplement à zéro, mais Dixon et Ehman pensent que ce cas ne s'est jamais présenté. La valeur « U » (30) est la valeur la plus forte jamais enregistrée par ce radiotélescope.
Le signal représenté sur la feuille est donc une grandeur sans dimension correspondant au rapport signal sur bruit de l'intensité, exprimé en nombre d'écarts types. D'après les données enregistrées sur le canal 2, la courbe temporelle reconstruite suit parfaitement une gaussienne au moment du signal « Wow! », dénotant probablement une loi normale.
Les colonnes imprimées après les 50 premières contiennent les coordonnées équatoriales (ascension droite et déclinaison), la fréquence du deuxième oscillateur local (OL) utilisé par le récepteur du radiotélescope pour compenser le décalage vers le rouge, les coordonnées galactiques (longitude et latitude), et l'heure EST (soit UTC−5). Toutes les coordonnées sont données dans l'époque utilisée en 1977 : B1950.0.
| Heure EST        | Rapport signal sur bruit de l'intensité reçue sur le canal 2 | Rapport signal sur bruit de l'intensité reçue sur le canal 2 | Coord. équatoriales | Coord. équatoriales | Fréquence du 2e OL | Coord. galactiques | Coord. galactiques |
| Heure EST        | Rapport signal sur bruit de l'intensité reçue sur le canal 2 | Rapport signal sur bruit de l'intensité reçue sur le canal 2 | Asc. droite         | Décl.               | Fréquence du 2e OL | Long.              | Lat.               |
| ---------------- | ------------------------------------------------------------ | ------------------------------------------------------------ | ------------------- | ------------------- | ------------------ | ------------------ | ------------------ |
| 22 h 15 min 11 s |                                                              | [0 σ ; 1 σ[                                                  | 19h 16m 24s         | –27° 03′            | 120,183 MHz        | −17,65°            | 11,12°             |
| 22 h 15 min 23 s |                                                              | [0 σ ; 1 σ[                                                  | 19h 16m 36s         | –27° 03′            | 120,183 MHz        | −17,69°            | 11,14°             |
| 22 h 15 min 35 s | 6                                                            | [6 σ ; 7 σ[                                                  | 19h 16m 48s         | –27° 03′            | 120,184 MHz        | −17,74°            | 11,16°             |
| 22 h 15 min 47 s | E                                                            | [14 σ ; 15 σ[                                                | 19h 17m 00s         | –27° 03′            | 120,184 MHz        | −17,78°            | 11,17°             |
| 22 h 15 min 59 s | Q                                                            | [26 σ ; 27 σ[                                                | 19h 17m 12s         | –27° 03′            | 120,184 MHz        | −17,82°            | 11,19°             |
| 22 h 16 min 10 s | U                                                            | [30 σ ; 31 σ[                                                | 19h 17m 24s         | –27° 03′            | 120,185 MHz        | −17,86°            | 11,21°             |
| 22 h 16 min 22 s | J                                                            | [19 σ ; 20 σ[                                                | 19h 17m 36s         | –27° 03′            | 120,185 MHz        | −17,90°            | 11,23°             |
| 22 h 16 min 34 s | 5                                                            | [5 σ ; 6 σ[                                                  | 19h 17m 48s         | –27° 03′            | 120,185 MHz        | −17,94°            | 11,24°             |
| 22 h 16 min 46 s |                                                              | [0 σ ; 1 σ[                                                  | 19h 18m 00s         | –27° 03′            | 120,186 MHz        | −17,98°            | 11,26°             |
| 22 h 16 min 58 s | 1                                                            | [1 σ ; 2 σ[                                                  | 19h 18m 12s         | –27° 03′            | 120,186 MHz        | −18,03°            | 11,28°             |

## Réponse
En 2012, pour le 35e anniversaire du signal « Wow! », le radiotélescope d'Arecibo a envoyé une réponse de l'humanité, contenant 10 000 messages Twitter, dans la direction d'où provenait le signal,. Pour cette réponse, les scientifiques d'Arecibo ont tenté d'augmenter les chances qu'une vie intelligente reçoive et décode les vidéos de célébrités et les tweets en y attachant une séquence en en-tête, répétée pour chaque message, qui permettrait au destinataire de savoir que les messages sont intentionnels et proviennent d'une autre forme de vie intelligente, l'humanité.

## Postérité
- En 1994, le signal « Wow! » est mentionné dans l'épisode Les Petits Hommes verts de la série télévisée X-Files[20].
- En 2012, dans le roman 172 heures sur la Lune de Johan Harstad, le signal aurait été émis par la Lune[21].
- En 2013, le code 6EQUJ5 apparaît dans le jeu vidéo Grand Theft Auto V. Il est écrit sur le sol à Sandy Shores à l'endroit du monument hippie dédié aux extraterrestres[22].
- En 2017, dans le roman Signe de vie de José Rodrigues dos Santos, un signal est à nouveau détecté dans la même zone.
- En 2021, dans le 4e épisode de la première saison de la série française OVNI(s), Rémy Bidaut (Quentin Dolmaire) dit à Didier Mathure (Melvil Poupaud) qu'un radiotélescope a capté pendant 72 secondes un signal émis en provenance de la constellation du Sagittaire. Il explique aussi l'origine du surnom du signal « Wow! », mais mentionne une bande passante de 10 MHz, et non de 10 kHz, et qu'il a été capté au Colorado, et non dans l'Ohio[réf. nécessaire].
- En 2024, dans le second épisode de la première saison de la série de science-fiction Le Problème à trois corps, il est fait référence au signal « Wow! »[23].